# George DiCaprio
George Paul DiCaprio (* 2. Oktober 1943 in New York City) ist ein US-amerikanischer Comicbuchautor, Redakteur und Herausgeber im Bereich der Underground Comix. Er ist der Vater des Schauspielers Leonardo DiCaprio.

## Leben
George DiCaprio wurde 1943 in New York City als Sohn von George Leon DiCaprio (1902–1965) und Olga Anne Jacobs (1904–1984) geboren. Während seiner Zeit im College traf er die aus Deutschland stammende Irmelin Indenbirken, die er später heiratete. Das Paar zog kurz darauf nach Los Angeles, wo am 11. November 1974 ihr einziges Kind Leonardo Wilhelm DiCaprio geboren wurde. George und Irmelin DiCaprio trennten sich, als ihr Sohn erst ein Jahr alt war, blieben aber zunächst verheiratet. Ihr Sohn lebte überwiegend bei seiner Mutter, hatte aber auch regelmäßigen Kontakt zu seinem Vater. George DiCaprio war später mit Peggy Ann Farrar liiert, wodurch er Stiefvater ihres Sohns Adam Farrar wurde.
Seit den 1970er Jahren war DiCaprio hauptsächlich als Comicbuchautor, Editor und Herausgeber im Bereich der Underground Comix tätig. Er verlegte seine Werke in dieser Zeit unter dem Namen Half-Ass Press. DiCaprio galt als wichtiger Künstler der West Coast Underground Comic-Szene der 1970er und frühen 1980er Jahre. Er arbeitete unter anderem mit Timothy Leary, Robert Crumb, Rick Griffin, Gilbert Shelton und Harvey Pekar.
Seit 2008 ist DiCaprio auch als Executive Producer verschiedener Dokumentar- und Kurzfilme tätig. 2021 übernahm er in Paul Thomas Andersons Drama Licorice Pizza die Rolle des Mr. Jack und gab damit – wie auch die beiden Hauptdarsteller Alana Haim und Cooper Hoffman – sein Leinwanddebüt.

## Veröffentlichungen (Auswahl)
- Baloney Moccasins. Half-Ass Press, 1970.
- Greaser Comics #1. mit Richard Jaccoma, Half-Ass Press, 1971.
- Greaser Comics #2. mit Jim Janes, Rip Off Press, 1972.
- Neurocomics. mit Timothy Leary, Tim Kummero, Pete von Sholly, Last Gasp, 1979.
- Yama Yama / The Ugly Head. Eigenveröffentlichung, 1981.